# Sihotang Hasugian Dolok I
Sihotang Hasugian Dolok I is een bestuurslaag in het regentschap Humbang Hasundutan van de provincie Noord-Sumatra, Indonesië. Sihotang Hasugian Dolok I telt 963 inwoners (volkstelling 2010).